# Hyalopeziza pygmaea
Hyalopeziza pygmaea är en svampart som först beskrevs av Mouton, och fick sitt nu gällande namn av Huhtinen 1987. Hyalopeziza pygmaea ingår i släktet Hyalopeziza och familjen Hyaloscyphaceae.   Inga underarter finns listade i Catalogue of Life.